# Пожежна жердина

Вигляд з першого поверху.

Пожежна жердина — це тонкий стовп, за допомогою якого пожежники у випадку тривоги можуть ковзаючи швидко спуститися з другого поверху пожежної станції до гаража на першому поверсі. Це дозволяє заощадити час, прибувши до транспорту швидше, ніж за допомогою стандартних сходів.
Жердина проходить з другого поверху на перший через зроблений у підлозі люк достатнього діаметру, щоб пожежник міг швидко прослизнути крізь нього. Як правило, пожежна жердина являє собою стовп із нержавкої сталі або латуні, має діаметр близько 80 мм і гладеньку поверхню.
Попри те, що пожежні жердини дозволяють зменшити час реагування, ці пристрої поступово виходять зі вжитку через високу травмонебезпечність користування ними.

## Історія

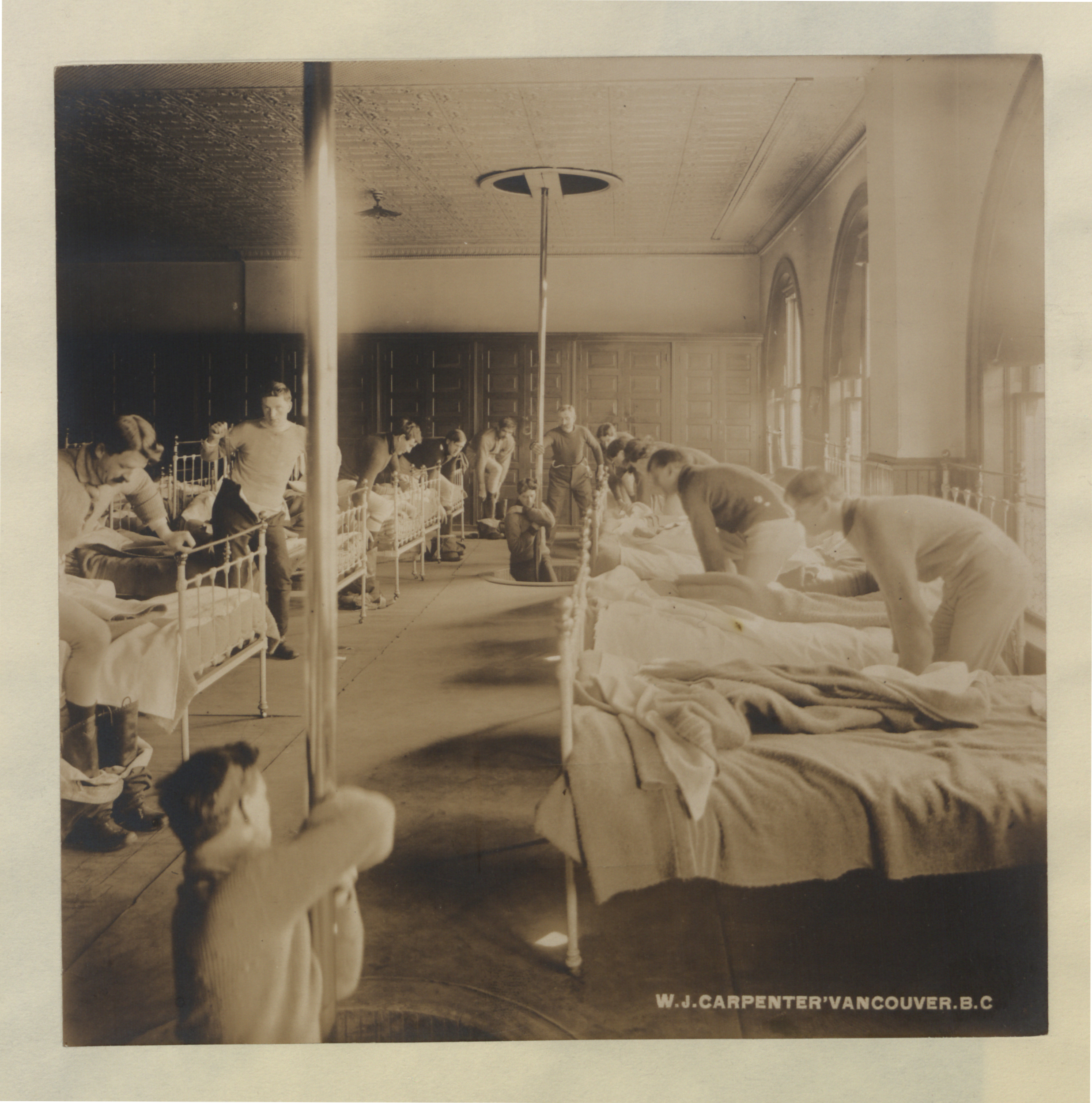
Пожежники спускаються зі спального приміщення двома жердинами. Ванкувер, 1910.

До винайдення пожежної жердини на пожежних станціях для спуску на перший поверх зазвичай використовували вузькі гвинтові сходи — в першу чергу через те, що така конструкція заощаджувала простір, необхідний для розміщення нового громіздкого обладнання (парових насосів). Також існує припущення, що гвинтові сходи було обрано, щоб пожежні коні не могли піднятися зі стайні на другий поверх (подібні дії тварин викликали б проблеми, оскільки коні відносно легко можуть піднятися сходами, але не можуть по ним спускатися, якщо тільки не пройшли відповідну дресуру). В будь-якому разі це конструкційне рішення викликало нові незручності: через обмежений простір на таких сходах пожежникам було складніше та повільніше спускатися ними, особливо вночі. Подекуди для пришвидшення спуску придумали використовувати похилий жолоб, подібний до дитячої гірки, але спуск по ньому також був надто повільним.
Пожежну жердину було винайдено у 1870-х роках в чиказькій пожежній частині 21. Будівля частини мала три поверхи: на першому знаходилися стайня та пожежне обладнання, на другому — житлові приміщення для чергових пожежників, а на третьому зберігалося сіно для годування коней. Одного дня капітан частини Девід Кеньйон і пожежник Джордж Рід складали на третьому поверсі сіно, для підіймання якого використовувалася спущена через вікно дерев'яна жердина. Коли надійшов сигнал тривоги, Рід швидко спустився на землю за допомогою цієї жердини, поки інші спускалися гвинтовими сходами.
У Кеньйона виникла ідея зробити подібний пристрій для швидкого спуску зі спального приміщення, і він переконав своє начальство дозволити йому прорубати дірку в підлозі та встановити постійну жердину, погодившись особисто заплатити за ремонт підлоги, якщо цей експеримент не спрацює. 21 квітня 1978 року у 21-й частині було встановлено першу пожежну жердину, виготовлену з соснової деревини, діаметром 3 дюйми (прибл. 7,6 см), відполіровану та покриту кількома шарами лаку й парафіну. Згодом стало очевидно, що 21 частина зазвичай прибуває на виклики першою, особливо вночі, тому було наказано встановити аналогічні жердини на всіх пожежних станціях Чикаго.
Погано відшліфовані дерев'яні жердини могли бути травмонебезпечними, тому невдовзі вирішили за краще робити їх з металу. Першу металеву (латунну) пожежну жердину було встановлено у 1880 році в пожежній частині Вустера.

## Питання безпеки
Ще в перші роки експлуатації пожежних жердин було відзначено, що використання цього пристрою містить ряд небезпек:
- втрата зчеплення з жердиною може призвести до падіння з великої висоти;
- під час спуску пожежник може вдаритися об якийсь предмет (наприклад, відчинені двері автомобіля);
- поганий контроль швидкості може призвести до травм або навіть переломів ніг при ударі об підлогу;
- контакт з жердиною незахищеної шкіри при великій швидкості спуску може викликати опіки від тертя[en];
- якщо люк, через який проходить жердина, нічим не огороджений, існує ризик падіння через нього людини;
- з гаража до житлових приміщень через люк можуть потрапляти вихлопні гази.

Для запобігання випадковому падінню люк має бути огороджений, а жердини як правило підсвічуються. Під жердиною може бути розташована м'яка поверхня, яка забезпечує безпечний удар об підлогу. Не дозволяється спуск жердиною більш ніж однієї людини одночасно. Застосування однієї жердини для спуску більш ніж на один поверх не допускається, і якщо потрібно подолати більшу висоту, на нижчому поверсі ставиться інший стовп поруч.
Втім, з 1970-х років пожежні станції часто будують в такий спосіб, щоб уникнути необхідності використання жердини — з житловими приміщеннями на першому поверсі. На деяких станціях, які все ще використовують кількаповерхову конструкцію, жердини замінюють більш безпечними «гірками».